# شين بار
شين بار (بالإنجليزية: Shane Barr)‏ مواليد 21 أكتوبر 1969 في كوينزلاند، أستراليا، هو لاعب كرة مضرب أسترالي سابق وكان يلعب باليد اليمنى. أعلى تصنيف له في الفردي كان المركز الـ 160 في سنة 1988. أعلى تصنيف له في الزوجي كان المركز الـ 192 في سنة 1988.

## النهائيات

### الفردي: (1)
| الرقم | السنة | الدورة                   | الأرضية | المنافس في النهائي | النتيجة في النهائي |
| ----- | ----- | ------------------------ | ------- | ------------------ | ------------------ |
| 1.    | 1988  | نوجرا سانتانا, إندونيسيا | صلبة    | ستيف قاي           | 1–6, 7–5, 6–3      |

## روابط خارجية
- شين بار على موقع رابطة محترفي التنس (الإنجليزية)
- شين بار على موقع الاتحاد الدولي لكرة المضرب (الإنجليزية)
- شين بار على موقع كأس ديفيز (الإنجليزية)
- شين بار على موقع خلاصة التنس.كوم (الإنجليزية)